# Бест, Марджори
Ма́рджори Бест (англ. Marjorie Best; 10 апреля 1903, Джексонвилл, Иллинойс, США — 14 июня 1997, Толука-Лейк, Калифорния, США) — американский художник по костюмам

. Лауреат премии «Оскар» (1950) в номинации «Лучший дизайн костюмов» за фильм «Похождения Дон Жуана» (1948); трижды номинантка на премию (1957, 1961, 1967) в той же номинации за фильмы «Гигант» (1956), «Восход солнца в Кампобелло» (1960) и «Величайшая из когда-либо рассказанных историй» (1966).

## Биография и карьера
Бест родилась в Джексонвилле, штат Иллинойс, и училась в Художественном институте им. Шуинарда. Она в течение короткого времени преподавала в школе, прежде чем отправиться на работу в Western Costume Company в 1926 году. Позже она перешла в United Costumers. Когда эта компания была куплена Warner Bros. в 1936 году, она получила должность в отделе гардероба студии.
Её первым фильмом в качестве художника по костюмам стала «Серебряная река» (1948). Она получила премию «Оскар» за «дизайн костюмов» в 1950 году за фильм «Похождения Дон Жуана» с Эрролом Флинном в главной роли. Она была вновь была номинирована на премию в 1956 году за «Гиганта», в 1960 году за «Восход солнца в Кампобелло» и в 1965 году за «Величайшую из когда-либо рассказанных историй», в том же году, когда она ушла на пенсию.
Бест умерла 14 июня 1997 года в Толука-Лейк, штат Калифорния, от сердечной недостаточности.